# Crabak
Crabak is een bestuurslaag in het regentschap Ponorogo van de provincie Oost-Java, Indonesië. Crabak telt 1808 inwoners (volkstelling 2010).